# Pasiphila aristias
Pasiphila aristias es una especie de polilla perteneciente a la familia Geometridae. La especie fue descrita por primera vez por Edward Meyrick habiendo sido descrita en 1897, con distribución endémica de Nueva Zelanda. Esta especie se encuentra tanto en las Islas del Norte como en las del Sur y habita en bosques subalpinos y nativos. Los adultos están en vuelo en diciembre y enero y se sienten atraídos por la luz.

## Taxonomía
P. aristias fue descrita por primera vez por Edward Meyrick en 1897 y denominada Chloroclystis aristias. Poco después George Hudson analizó e ilustró esta especie en sus libros de 1898 y luego en la edició de 1928 bajo ese nombre. En 1971, John S. Dugdale colocó esta especie en el género Pasiphila. En 1988, Dugdale analizó otra vez esta especie y volvió a usar el nombre de Pasiphila aristias. En 2010, Robert Hoare, en el Inventario de Biodiversidad de Nueva Zelanda, siguió esta misma ubicación taxonómica. El espécimen holotipo macho, recolectado por George Hudson en un valle de piedra caliza al pie del monte Peel en las mesetas del monte Arthur a una altitud de unos 4000 metros (13 123,4 pies) sobre el nivel del mar, se conserva en el Museo de Historia Natural de Londres.

## Descripción

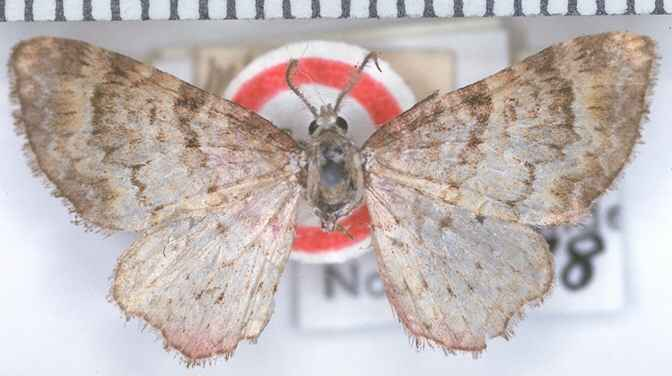
Pasiphila aristias, holotipo masculino

Es una polilla pequeña con una envergadura de 24 milímetros (0,9 plg). La cabeza es blanca. Las antenas cuentan con pectinaciones cortas y finas que terminan en fascículos de cilios largos. El tórax es de color ocre-blanquecino, salpicado de fuscous. El abdomen es de color ocre-blanquecino, con los segmentos 2 y 3 teñidos de negruzco y el segmento anal teñido de rosado. 

### Alas
Las alas anteriores son de color ocre-blanquecino, con una tenue franja de escamas de fuscous rojizas claras y oscuras. Tiene un parche basal teñido de fuscous carmesí y oscuro hacia la costa del ala. Cuenta con una estrecha marca discal transversal de color gris oscuro. La quinta y sexta fascias son grisáceas-ocres, teñidas de gris oscuro hacia la costa. Las alas posteriores con su termen sinuoso bajo el ápice de color fuscous-blanquecino, con escamas grisáceas oscuras dispersas que indican estrías muy tenues. Las alas posteriores están surcadas por numerosas líneas onduladas, muy finas y de color negruzco, que se oscurecen hacia el dorso. Cuenta con un punto discal de grisáceo oscuro y una serie posmediana de pequeños puntos negros. Se caracteriza por una sufusión rosada hacia el termen.
 

## Distribución
P. aristias es endémica de Nueva Zelanda y se puede encontrar tanto en la Isla Norte como en la Isla Sur. Es considerada una especie poco común, se la ha observado en su localidad tipo de Mount Peel en las mesetas de Mount Arthur, así como en Mount Taranaki, en la región de Wellington, en el área del túnel Homer en Fiordland, en Canterbury en el parque Orton Bradley, en Dunedin y en Ben Lomond en Otago. Esta especie habita en bosques subalpinos y nativos. 